# هشت‌وجهی

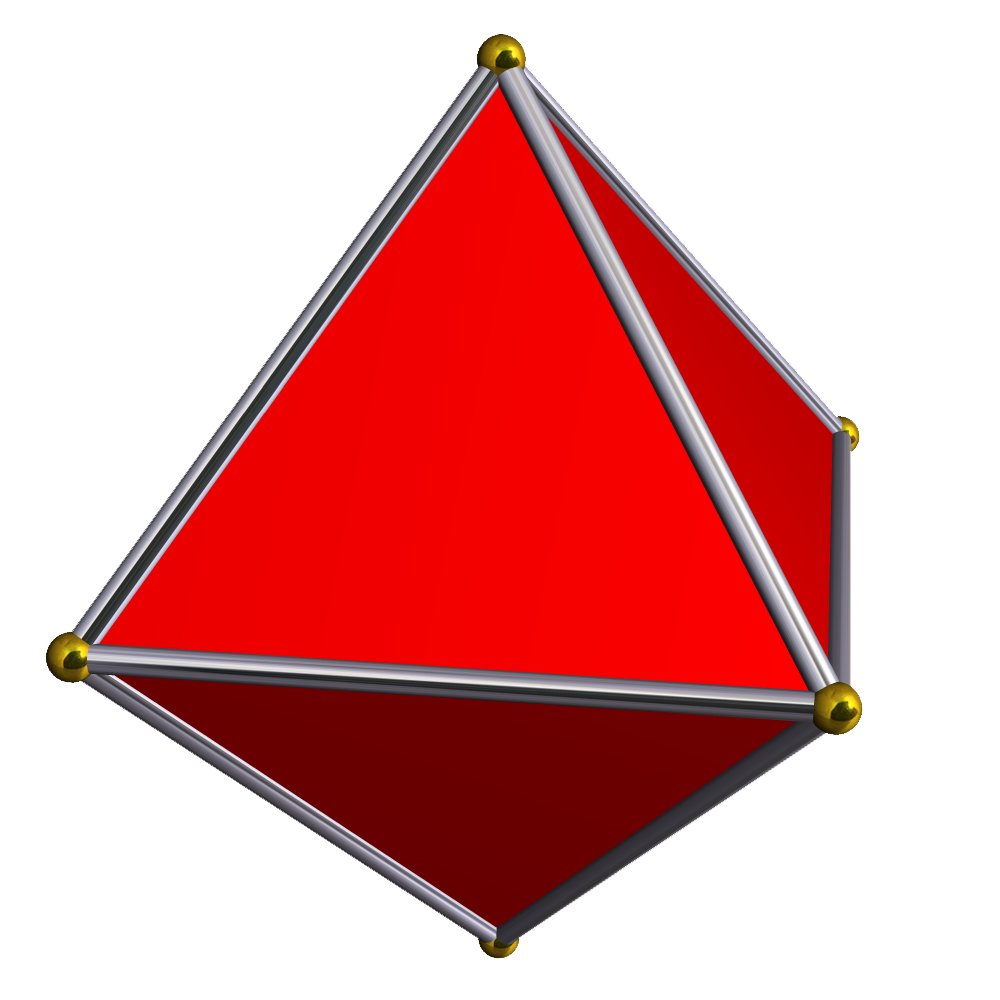

در هندسه یک هشت وجهی مربعی یک چند وجهی است که دارای هشت وجه می‌باشد. یک هشت وجهی منتظم یک جسم سه بعدی افلاطونی است که از هشت مثلث متساوی الاضلاع و متقارن روی قاعده مربعی تشکیل شده‌است که به شکلی متقارن چهارتای آن‌ها در یک راس مشترک هستند و وجوه تصویر آینه ای یکدیگر می باشند.. هشت وجهى منتظم همچنين يك پادمنشور مثلث القاعده و يك دوهرم مربعى نيز به حساب مى آيد. این اصطلاح در کریستالوگرافی و شیمی معدنی کاربرد فراوان دارد.